# Elaphidion tectum
Elaphidion tectum är en skalbaggsart som beskrevs av Leconte 1878. Elaphidion tectum ingår i släktet Elaphidion och familjen långhorningar. Inga underarter finns listade i Catalogue of Life.